# Sanqisi Shuiku
Sanqisi Shuiku (kinesiska: 三奇寺水库) är en reservoar i Kina. Den ligger i storstadsområdet Chongqing, i den sydvästra delen av landet, omkring 100 kilometer väster om det centrala stadsdistriktet Yuzhong. Trakten runt Sanqisi Shuiku består till största delen av jordbruksmark.
Genomsnittlig årsnederbörd är 1 465 millimeter. Den regnigaste månaden är juni, med i genomsnitt 315 mm nederbörd, och den torraste är december, med 20 mm nederbörd.